# Nathaniel Bliss
Nathaniel Bliss (28 november 1700 - 2 september 1764) was een Engelse wiskundige en astronoom en van 1762 tot 1764 de vierde Astronomer Royal.
Bliss werd geboren in het dorp Bisley in Gloucestershire en studeerde aan Pembroke College van de Universiteit van Oxford. In 1723 studeerde hij af.
Hij werd dominee van de kerk van Sint Ebb in Oxford en volgde in 1742 Edmond Halley op als hoogleraar geometrie aan de Universiteit van Oxford. Hetzelfde jaar werd hij gekozen als lid van de Royal Society. In 1762 werd hij als opvolger van James Bradley de vierde Astronomer Royal. Hij had deze functie te kort om belangrijke invloed te hebben.
Hij stierf in Oxford, maar ligt dicht bij Halley begraven op het kerkhof van Sint Margaret in Lee in het zuidoosten van Londen.
- Gemeinsame Normdatei: 1157745474
- International Standard Name Identifier: 0000 0003 7056 0348
- Système universitaire de documentation: 183522761
- Virtual International Authority File: 332152636063720050686
- WorldCat: E39PBJc7VtKkVqBX3VVrxqfrMP

1. ↑  Find a Grave.